# Żukowka (stacja kolejowa)
Żukowka (ros. Жуковка) – węzłowa stacja kolejowa w miejscowości Żukowka, w rejonie żukowskim, w obwodzie briańskim, w Rosji. Węzeł linii Briańsk – Smoleńsk z linią do Kletni.

## Historia
Stacja powstała w XIX w. na drodze żelaznej orłowsko-witebskiej, pomiędzy stacjami Trosna i Dubowiec.